# بوب بنتلي
بوب بنتلي هو سياسي كندي، ولد في 1928 في كندا، وتوفي في 18 نوفمبر 2013.